# Szadkówek
Szadkówek [ʂatˈkuvɛk] est un village polonais, situé dans la Powiat de Varsovie-ouest et dans la voïvodie de Mazovie dans le centre-est de la Pologne.
Il se situe à environ 5 kilomètres au sud-ouest de Leszno, 19 kilomètres à l'ouest d'Ożarów Mazowiecki (chef-lieu) et à 32 kilomètres à l'ouest de Varsovie.
Le village a une population de 37 habitants en 2000.